# Tselfatia formosa
Tselfatia formosa è un pesce osseo estinto, appartenente ai teleostei. Visse nel Cretaceo superiore (Cenomaniano - Santoniano, circa 95 - 85 milioni di anni fa) e i suoi resti fossili sono stati ritrovati in Africa, Europa, Asia e Nordamerica.

## Descrizione
Questo pesce poteva raggiungere dimensioni considerevoli (oltre un metro di lunghezza) e possedeva un aspetto caratteristico. Il corpo era appiattito lateralmente e piuttosto alto; le pinne impari erano eccezionalmente sviluppate, sia in altezza che in lunghezza, e conferivano all'animale un profilo ancor più elevato. La pinna dorsale, in particolare, si estendeva per tutta la lunghezza del dorso dell'animale. La pinna caudale era fortemente biforcuta e ben separata dalle altre pinne impari tramite un peduncolo. Le pinne pettorali, relativamente ridotte, erano inserite a circa metà dell'altezza del corpo, mentre quelle pelviche erano drasticamente ridotte (praticamente atrofizzate) e posizionate nei pressi dell'inserzione anteriore della pinna anale, a circa metà del corpo. Tra le caratteristiche uniche di Tselfatia, non riscontrabili nelle forme simili, vi sono gli archi emali e neurali parzialmente o totalmente fusi con i centri vertebrali corrispondenti, e le punte degli pterigiofori dorsali e anali sono espansi a formare grandi piastre semicircolari (Taverne e Gayet, 2005). 
Negli esemplari giovanili delle forme eurafricane le ultime vertebre caudali svilupparono processi laterali simili ad ali. Questi processi, nelle forme adulte, si fondevano in una sorta di lunga carena laterale prominente e continua (Taverne, 1983). Nelle popolazioni nordamericane più recenti, vi erano invece proiezioni laterali arrotondate su gran parte delle vertebre caudali, tranne quelle precedenti la coda (Bardack e Teller-Marshall, 1980). È quindi possibile che gli esemplari nordamericani appartenessero a un'altra specie e non a T. formosa (Maisch e Lehmann, 2000).

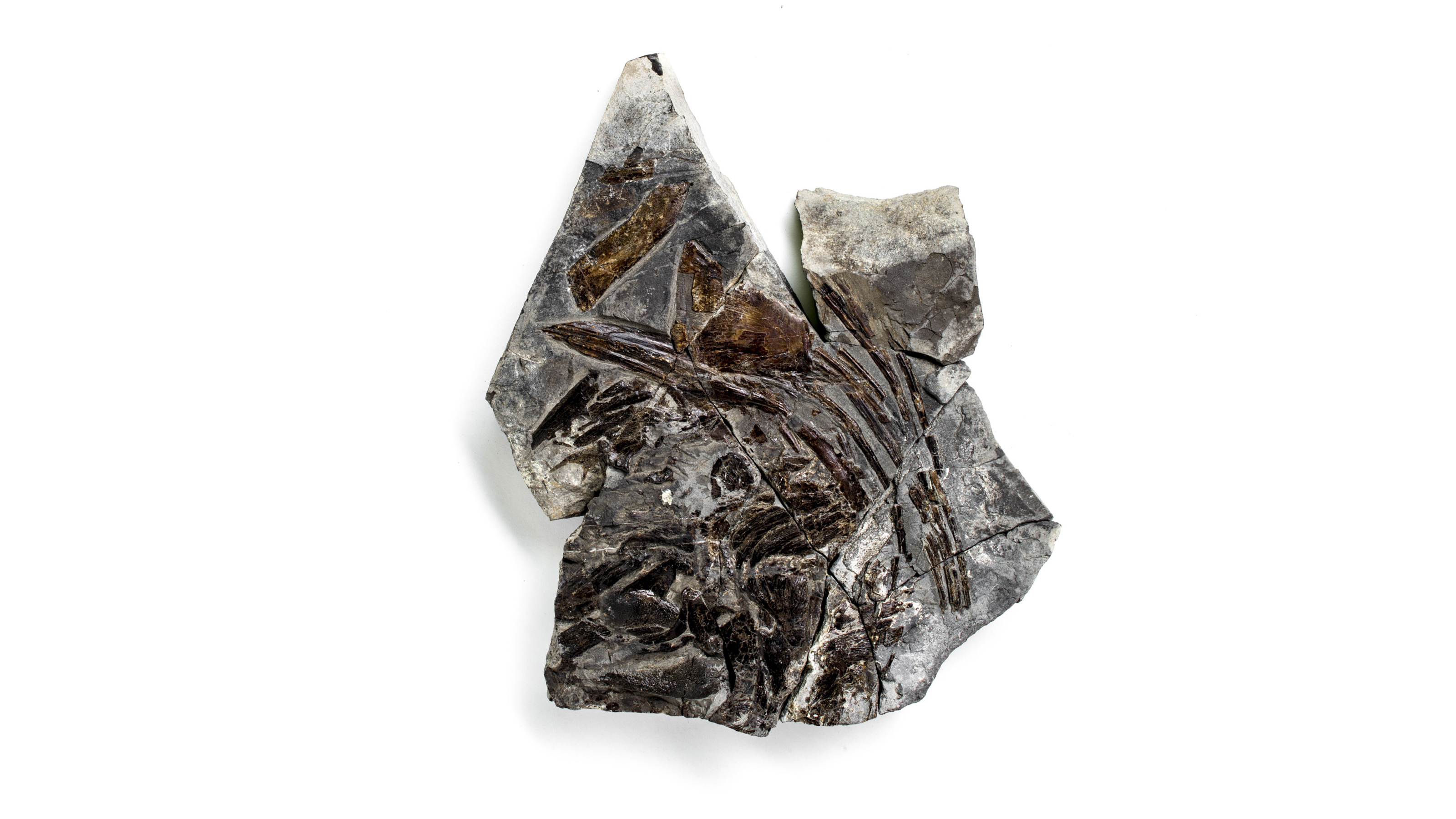
Fossile di Tselfatia formosa proveniente da Loc. Corniano (Mori, TN) al MUSE di Trento

## Classificazione
Tselfatia formosa venne descritto per la prima volta nel 1943 da Arambourg, sulla base di resti fossili ritrovati nel Cenomaniano del Marocco. Altri fossili vennero in seguito scoperti in Italia, Croazia, Germania, Messico e Texas (questi ultimi in strati più recenti). Altri fossili di esemplari molto piccoli (forse appartenente a un'altra specie) sono stati ritrovati in Libano.
Tselfatia è il genere eponimo degli Tselfatiiformes, un gruppo di pesci teleostei dal corpo appiattito lateralmente e dalle lunghe pinne dorsali e anali, vicini all'origine dei clupeomorfi e dei grandi gruppi di teleostei odierni.  In particolare, Tselfatia è un genere molto derivato (“evoluto”) rispetto ad altri tselfatiiformi come Protobrama; questi due generi sembrerebbero essere stati il sister group di tselfatiiformi di grandi dimensioni come Pentanogmius.